# Pedro Veniss
Pedro Guimaraes Veniss (São Paulo, 6 de enero de 1983) es un jinete brasileño que compite en la modalidad de salto ecuestre. Ganó tres medallas en los Juegos Panamericanos entre los años 2007 y 2023.

## Palmarés internacional
| Juegos Panamericanos | Juegos Panamericanos    | Juegos Panamericanos | Juegos Panamericanos |
| Año                  | Lugar                   | Medalla              | Categoría            |
| -------------------- | ----------------------- | -------------------- | -------------------- |
| 2007                 | Río de Janeiro (Brasil) | Medalla de oro       | Por equipos          |
| 2019                 | Lima (Perú)             | Medalla de oro       | Por equipos          |
| 2023                 | Santiago (Chile)        | Medalla de bronce    | Por equipos          |